# Hull a pelyhes
Hull a pelyhes 1996-os amerikai filmvígjáték Brian Levant rendezésében és Arnold Schwarzenegger főszereplésével.

## Cselekmény
Howard Langston egy elfoglalt üzletember, akinek soha sincs elég ideje a családjára. Hamarosan itt a karácsony, ezért az utolsó nap megpróbál mindent rendbe tenni és lenyűgözni a kisfiát. Megígéri neki, hogy megszerzi minden gyerek álmát, egy Turbo Man akciófigurát, mely már hetek óta hiánycikk a városban. Az utolsó figuráért élet-halál harc kezdődik egy postással aki szintén egy ilyen ajándékot szeretne hazavinni. Howard számtalan kaland árán végre megszerzi az áhított ajándékot, hogy azután fia nagyvonalúan lemondjon róla egy másik gyerek javára. Mikor az apja kérdőre vonja, csak annyit felel, neki nem kell egy műanyag figura, mikor az ő apukája az igazi és élő Turbo Man!

## Szereplők
| Színész               | Szerep                   | Magyar hang     |
| --------------------- | ------------------------ | --------------- |
| Arnold Schwarzenegger | Howard Langston          | Reviczky Gábor  |
| Sinbad                | Myron Larabee            | Gesztesi Károly |
| Phil Hartman          | Ted Maltin               | Tordy Géza      |
| Rita Wilson           | Liz Langston             | Kovács Nóra     |
| Jake Lloyd            | Jamie Langston           | Szalay Csongor  |
| Robert Conrad         | Alexander Hummell rendőr | Bács Ferenc     |
| Martin Mull           | KQRS-FM rádiós DJ        | Áron László     |
| Jim Belushi           | Mall of America télapó   | Balázs Péter    |
| E.J. De La Pena       | Johnny Maltin            |                 |
| Laraine Newman        | First Lady               |                 |
| Justin Chapman        | Billy                    |                 |
| Harvey Korman         | Elnök                    | Horkai János    |
| Richard Moll          | Agyvezér                 | Kristóf Tibor   |
| Curtis Armstrong      | láncdohányos reklámozó   |                 |
| Jeff L. Deist         | TV reklám szereplője     | Kassai Károly   |
| Danny Woodburn        | Tony a manó              | Botár Endre     |
| Paul Wight            | óriás télapó             |                 |
| Daniel Riordan        | Turbo Man                | Dörner György   |
| Phil Morris           | Gale Force               | Kassai Károly   |
| Chris Parnell         | játékbolti eladó         | Gáspár András   |
| Verne Troyer          | mini télapó              |                 |